# Дновец
«Дновец» — районная общественно-политическая информационная газета, выходящая в городе Дно Псковской области. Издаётся с 14 декабря 1929 года; выходит один раз в неделю (в пятницу); главный редактор — Надежда Лищенко. Регистрационный номер — ПО 696.

## История
«Заветы Ильича» (в настоящее время — «Дновец») основан 14 декабря 1929 года как коммунистическая газета, освещающая жизнь рабочих и крестьян г. Дно и близлежащих территорий, борьбу с вредительством, передовые технологии в сельском хозяйстве и т. д. В первоначальном виде издавалась до начала оккупации города немецкими войсками.
В период оккупации с середины марта 1942 года «Дновец» издавался в подпольной типографии Партизанского края Дновского района и был одной из основных газет народного сопротивления. Редактором газеты в военные годы был И. А. Шматов.
С окончанием оккупации редакция была вновь переведена в город Дно, где и находится до сих пор.
В настоящее время газета является основным органом печати Дновской администрации. Выходит один раз в неделю: в пятницу тиражом 2280 экземпляров. Сайт газеты регулярно обновляется.

## Интересные факты
- «Военный» редактор «Дновца» И. А. Шматов был начальником штаба партизанского отряда «Дружный»[6].
- В 2009 году «Дновец» принял участие во Всероссийском конкурсе СМИ по тематике Федеральной целевой программы развития образования «PRO-образование»[7].